# Helen Eustis
Helen White Eustis (Cincinnati, 31 dicembre 1916 – New York, 11 gennaio 2015) è stata una scrittrice e traduttrice statunitense.

## Biografia
Nata da Harold Claypoole e Bessie Eustis, dopo aver studiato nell'Ohio e nel Massachusetts, nel 1928 si iscrive alla Columbia University e lavora come copywriter in un'agenzia pubblicitaria. Si sposa con Alfred Young Fisher, suo professore e poeta (alle sue seconde nozze), con il quale ha un figlio, Adam Eustis Fisher. Qualche anno dopo divorzia e sposa Martin Harris (dal quale divorzierà in tarda età). Inizia la carriera letteraria pubblicando The Horizontal Man (1946), che vince il Premio Edgar come miglior romanzo l'anno successivo ed è oggi considerato un classico della letteratura poliziesca. Nel 1954 pubblica The Fool Killer, romanzo basato su una vecchia leggenda da cui aveva tratto un racconto anche O. Henry e che sarà adattato al piccolo schermo nel 1956, quindi a cinema con il titolo Violent Journey (1965) dal regista Servando González, con protagonisti Anthony Perkins, Dana Elcar e Henry Hull.
Diversi suoi racconti (pubblicati su "Harper's Bazaar, "Cosmopolitan" e "The New Yorker") sono raccolti in The Captains and the Kings Depart, and Other Stories (1949). Ha scritto anche un romanzo per ragazzi intitolato Mr. Death and the Red-Headed Woman (1954), che riprende il racconto The Rider on the Pale Horse (1950), poi intitolato in nuova edizione come Mister Death and the Redhead.
Ha pubblicato anche alcune traduzioni dal francese, tra cui Quand j'étais vieux di Georges Simenon, Oublier Palerme di Edmonde Charles-Roux e Les Stances à Sophie di Christiane Rochefort.

## Opere
- The Horizontal Man (1946), trad. di Olga Ceretti Borsini, L'incubo senza risveglio, Milano, Martello, 1949; Milano, Sonzogno, 1975
- The Captains and the Kings Depart, and Other Stories (1949)
- The Fool Killer (1954)
- Mr. Death and the Red-Headed Woman (1954)